# Heart (attacking)
Heart (attacking) var ett svenskt electropunkband som bildades i Norrköping 2001 och bestod av Lisa Zetterdahl och Erik Sjölin.

## Diskografi

### Album
- 2002 - Plug The Keyboard To Yr Gut (Kassett)
- 2002 - Killed By Heart (attacking) (Kassett)
- 2002 - Tonight We're Gonna Do It My Way (Kassett)
- 2003 - Catch Us If You Can (CD)
- 2004 - Let's Go Backwards Baby! (CD)
- 2005 - In The Backseat Of Your Car (CD)